# 吴桂苓
吴桂苓（1938年—2016年6月21日）北京人，北京人民艺术剧院演员。

## 生平
吴桂苓生于1938年。1951年高中毕业于北京市第十一中学。1958年进入北京人民艺术剧院担任演员直至退休。吴桂苓一生演出舞台作品70多部，扮演主要角色将近40个，出演影视剧作品40多部。吴桂苓在北京人民艺术剧院舞台上先后塑造了《谁是强者》中的郑局长、《上帝的宠儿》中的约瑟夫二世、《公正舆论》中的新闻部长康士坦丁、《吴王金戈越王剑》中的伍子胥、《哗变》中的查理等角色。他在电视连续剧《西游记》中饰演镇元大仙。吴桂苓是中国共产党党员、中国戏剧家协会会员、北京人民艺术剧院一级演员。
2016年6月21日，吴桂苓在北京病逝。享年78岁。2016年6月25日，吴桂苓同志告别仪式在八宝山殡仪馆菊厅举行。

## 作品
话剧
- 《为了六十一个阶级兄弟》饰刘诚
- 《怒涛》 饰警官乙、美军乙
- 《红心虎胆》饰张德重
- 《胆剑篇》饰越国近卫
- 《渔人之家》饰吉恩
- 《红岩》饰黎继纲
- 《红色宣传员》饰安炳薰
- 《年青的一代》饰林育生
- 《汾水长流》饰王连生
- 《丰收之后》饰赵大川
- 《结婚之前》饰杨茂
- 《老觉》饰安德逊
- 《像他那样生活》饰阮文追
- 《赵家山》饰田大雷
- 《云泉战歌》饰王春茂
- 《万水千山》饰李有国、马营长
- 《蔡文姬》饰呼厨泉单于
- 《老师啊，老师》饰曹子宁
- 《王昭君》饰呼韩邪
- 《故都春晓》饰袁雨臣
- 《公正舆论》饰康士坦丁
- 《芨芨草》饰陆云石
- 《谁是强者》饰郑局长
- 《贵妇还乡》饰总管
- 《祸起萧墙》饰梁友汉
- 《吴王金戈越王剑》饰伍子胥
- 《女人的一生》饰伸太郎
- 《家》饰高克明
- 《流浪艺人》饰努努扎
- 《阵痛的时刻》饰老陈
- 《野人》饰野人学家
- 《上帝的宠儿》饰约瑟夫二世
- 《太平湖》饰那浩仁
- 《哗变》饰查理
- 《车库》饰斯米诺夫
- 《官兵拿贼》饰刘局长[1]

电影
- 《孔雀公主》饰勐奥东板国国王
- 《七七事变》饰宋哲元
- 《人猴》
- 《公龙》

电视剧
- 《西游记》饰镇元大仙
- 《中国神火》
- 《武夷仙凡界》饰玉皇大帝
- 《三国演义》饰黄盖[6]
- 台视《今生今世》饰 刘寒星养父
- 《东周列国·春秋篇》饰郑武公
- 《东瞧瞧，西望望》
- 《无雪的冬天》饰马父
- 《汪洋中的一条船》饰小学校长
- 《同仁堂传奇》

## 家庭
- 妻：吕中，北京人民艺术剧院演员
- 女：吴青，中国人民解放军航天系统的大校
- 子：吴兵，北京电影学院教师，编剧、导演[7]